# Claudio Castiglioni
Claudio Castiglioni (Varese, 22 novembre 1947 – Varese, 17 agosto 2011) è stato un imprenditore italiano.
Noto soprattutto per il suo ruolo, assieme al fratello Gianfranco, alla guida della Cagiva. Nel corso del tempo, la Cagiva acquisì altre famose ditte motociclistiche come la Moto Morini, la Ducati e l'Husqvarna, oltre a rilevare, nel 1991, il marchio MV Agusta. È padre di Giovanni Castiglioni.